# Coates (Minnesota)
Pour les articles homonymes, voir Coates.
Coates est une ville américaine située dans le Comté de Dakota, dans le Minnesota. Selon le recensement de 2020, sa population est de 161 habitants.